# You're a Woman, I'm a Machine
You're a Woman, I'm a Machine – album kanadyjskiej grupy Death from Above 1979, wydany 26 października 2006 roku przez Vice Records w Stanach Zjednoczonych i Last Gang Records w Kanadzie, Ache Records na płycie winylowej, i przez Victor Entertainment w Japonii. W lipcu 2006 roku album uzyskał status złotej płyty (50000 sprzedanych egzemplarzy) w Kanadzie.

## Spis utworów
1. "Turn It Out" – 2:39
2. "Romantic Rights" – 3:15
3. "Going Steady" – 2:49
4. "Go Home, Get Down" – 2:19
5. "Blood on Our Hands" – 2:59
6. "Black History Month" – 3:48
7. "Little Girl" – 4:00
8. "Cold War" – 2:33
9. "You're a Woman, I'm a Machine" – 2:53
10. "Pull Out" – 1:50
11. "Sexy Results" – 5:55

Dodatkowy utwór na wydaniu japońskim
1. "Romantic Rights" (The Phones Lovers remix) – 4:40

Dodatkowy utwór na wydaniu winylowym
1. "Do It"

### Bonusowa płyta dołączona do wydania brytyjskiego
1. "Better Off Dead" (La Peste cover) – 2:17
2. "Blood on Our Hands" (Justice remix) – 3:52
3. "Do It 93!" (live in Rio) – 4:52
4. "Romantic Rights" (Erol Alkan's Love from Below re-edit) – 6:20
5. "Little Girl" (MSTRKRFT edition) – 3:36
6. "You're Lovely (But You've Got Lots of Problems)" – 3:06
7. "Blood on Our Hands" (video)
8. "Romantic Rights" (video)